# 圣殿被毁日
圣殿被毁日（希伯來語：‎或‎；Tisha B'Av，意为“埃波月第九日”），是犹太教一年一度的禁食日，纪念耶路撒冷第一圣殿和第二圣殿遭新巴比倫帝國和羅馬帝國毁灭。这一天也是为了纪念发生在同一天的其他降临犹太人的灾难，其中包括在公元135年超过50万犹太人在罗马被屠杀。圣殿被毁日被认为是犹太日历最悲伤的一天。 
圣殿被毁日在公历中在七月份或八月份。
在圣殿被毁日，禁止进食或饮水；禁止清洗或洗澡；禁止涂霜或油；禁止穿鞋；禁止婚姻关系；并且禁止所有令人快乐的活动。在犹太会堂诵读哀悼耶路撒冷毁灭的《耶利米哀歌》，以及一系列挽歌，感叹圣殿和耶路撒冷，以及十字军东征期间无数被毁的中世纪犹太社区，犹太人大屠杀中被杀的欧洲犹太人。

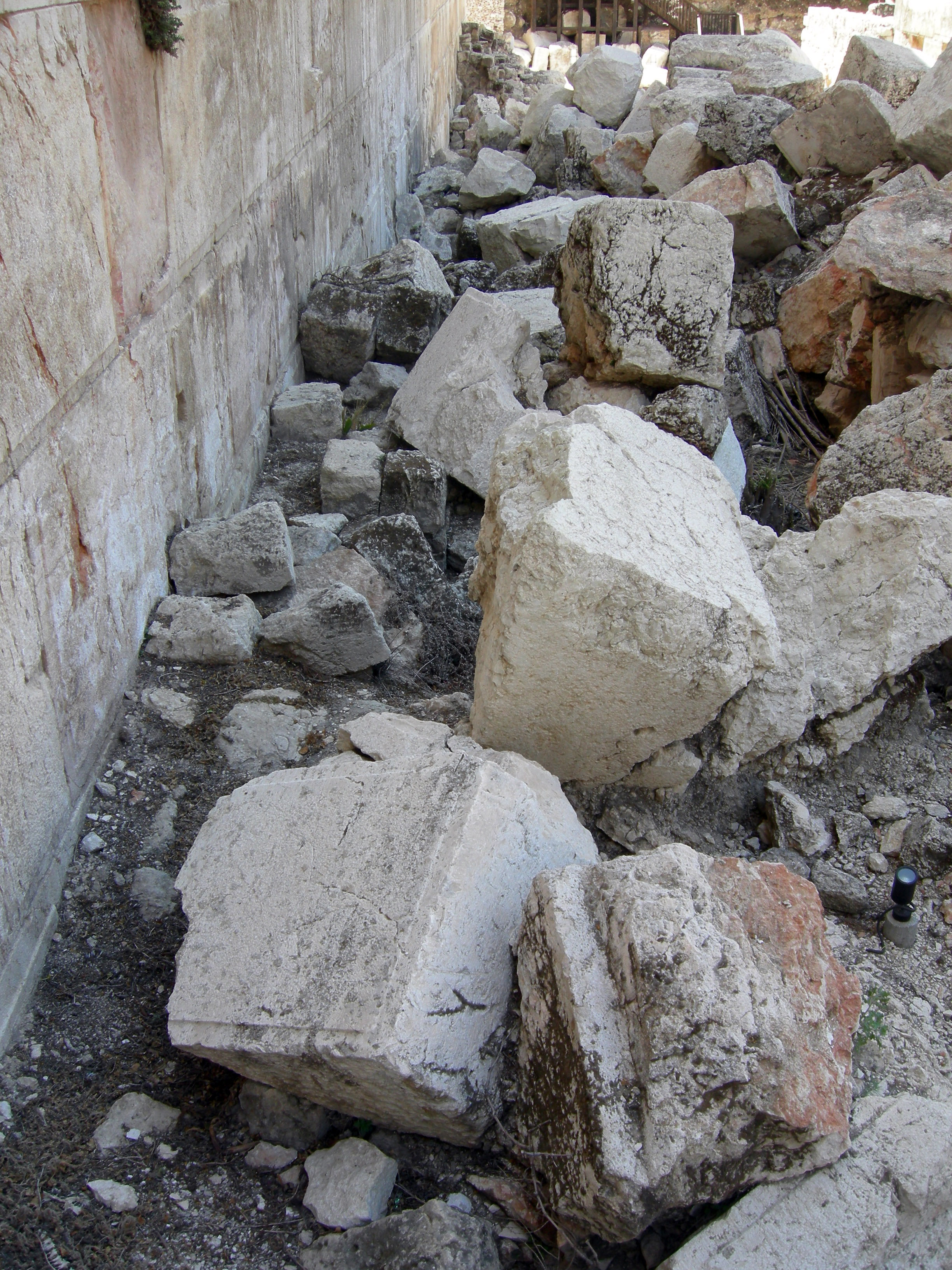
圣殿山（耶路撒冷）西墙出土的公元70年罗马攻城的石头

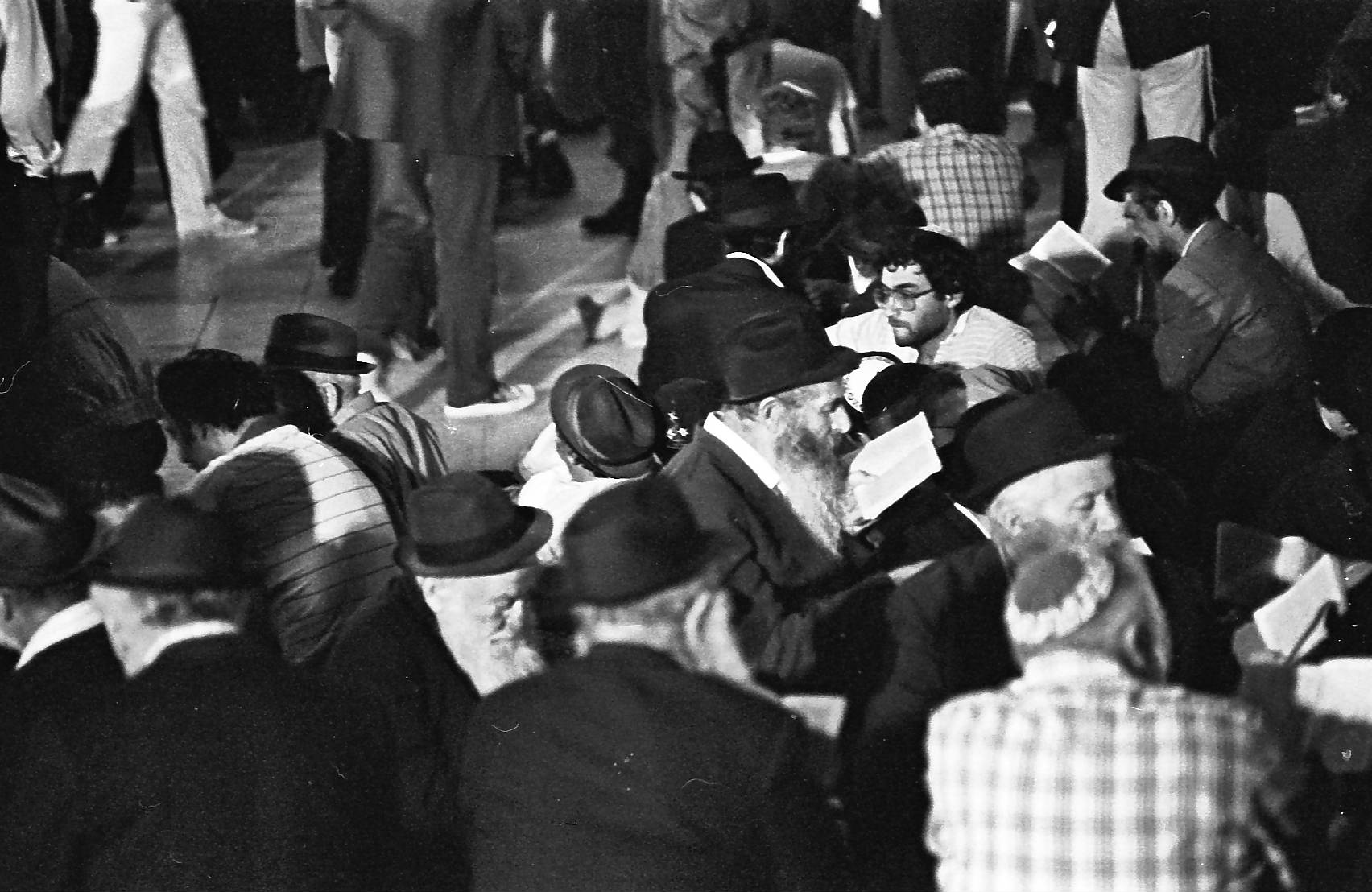
西墙